# ميريام ألان
ميريام ألان (بالإنجليزية: Miriam Allan)‏ هي مغنية أسترالية، ولدت في 1977.

## وصلات خارجية
- ميريام ألان على موقع ميوزك برينز (الإنجليزية)
- ميريام ألان على موقع أول ميوزيك (الإنجليزية)
- ميريام ألان على موقع ديسكوغز (الإنجليزية)